# Minead, Arad
Minead este un sat în comuna Ignești din județul Arad, Crișana, România.

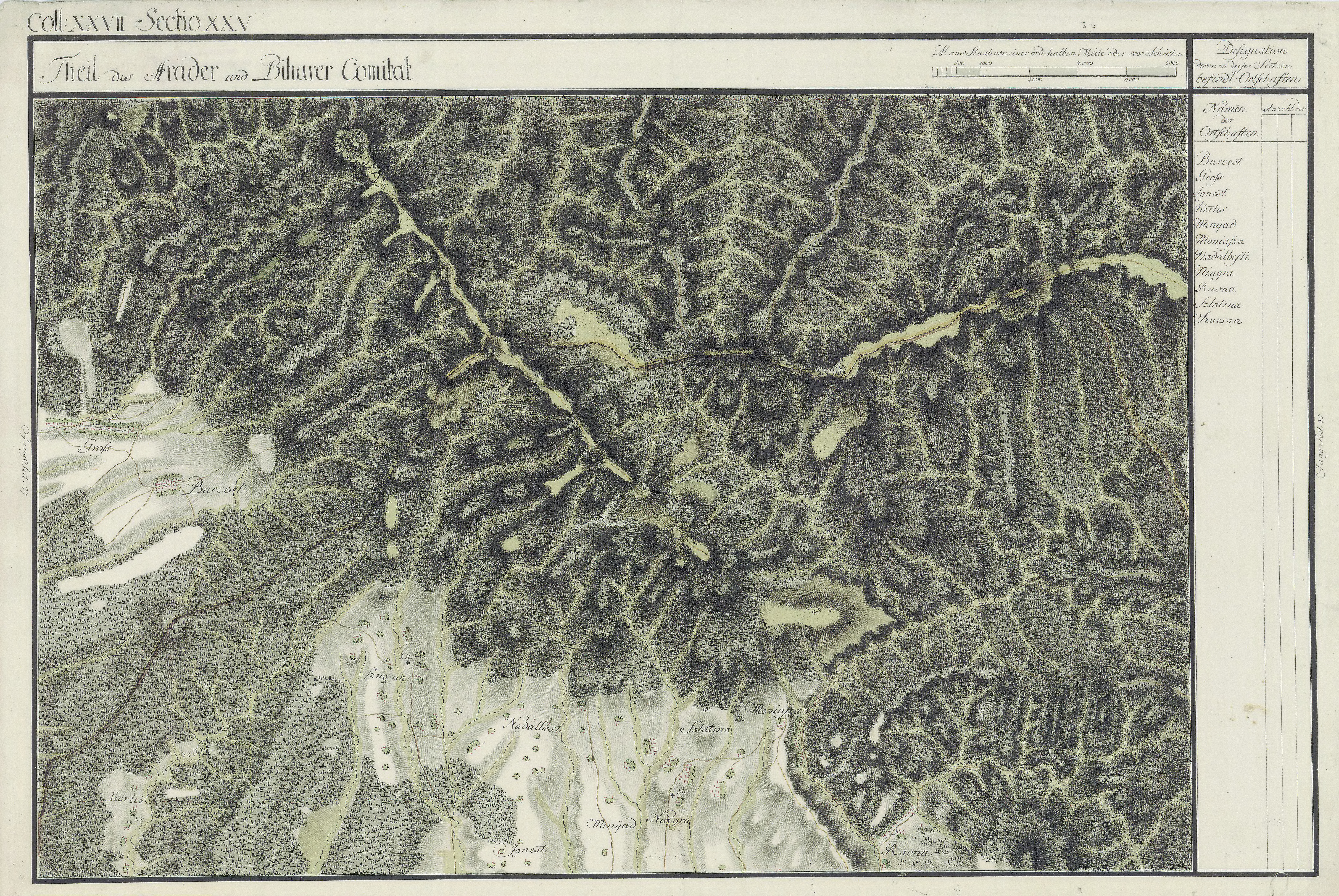
Minead în Harta Iosefină a Comitatului Arad, 1782-85

## Vezi și
- Biserica de lemn din Minead

## Galerie de imagini

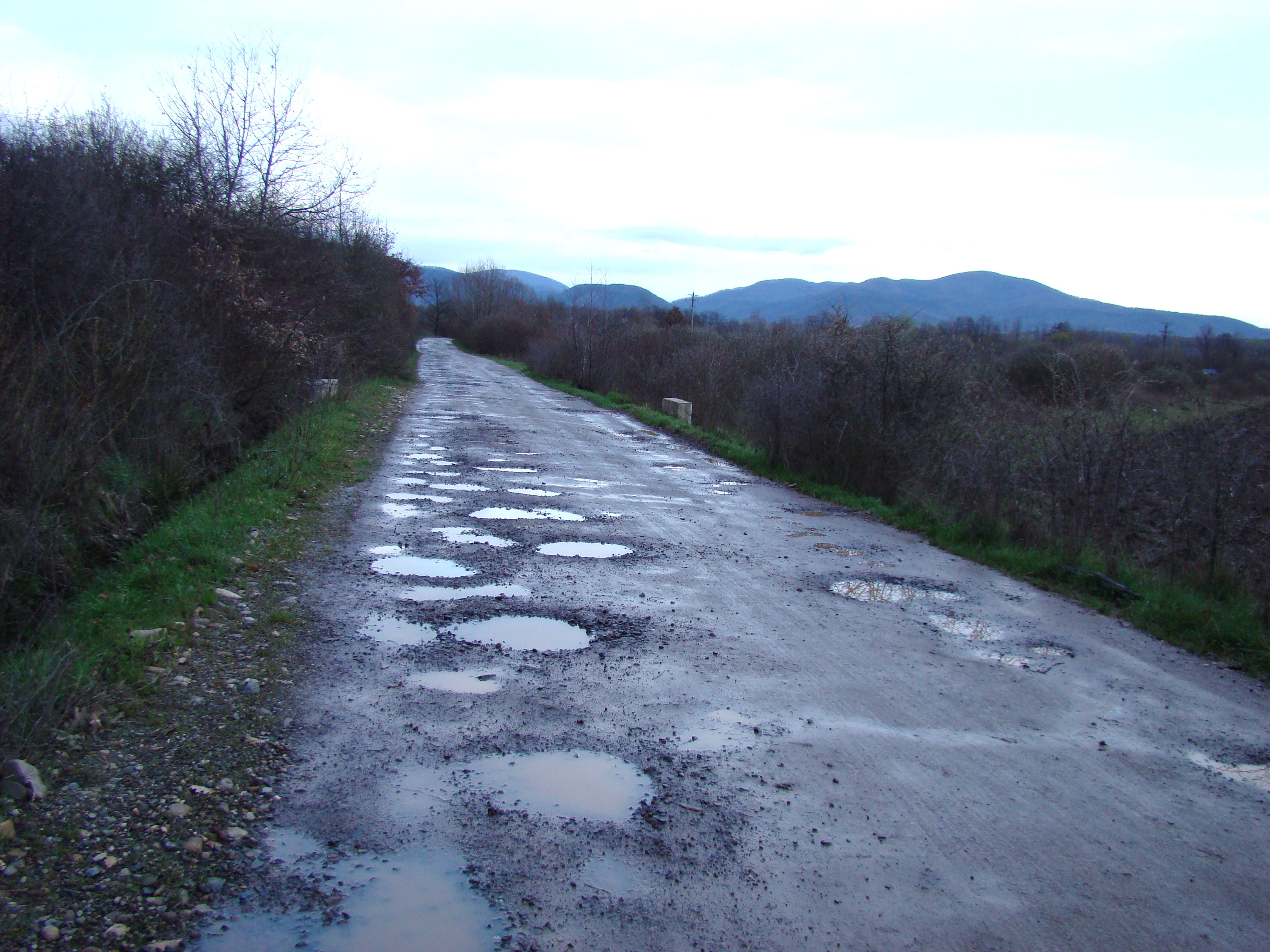
Drumul Donceni-Minead
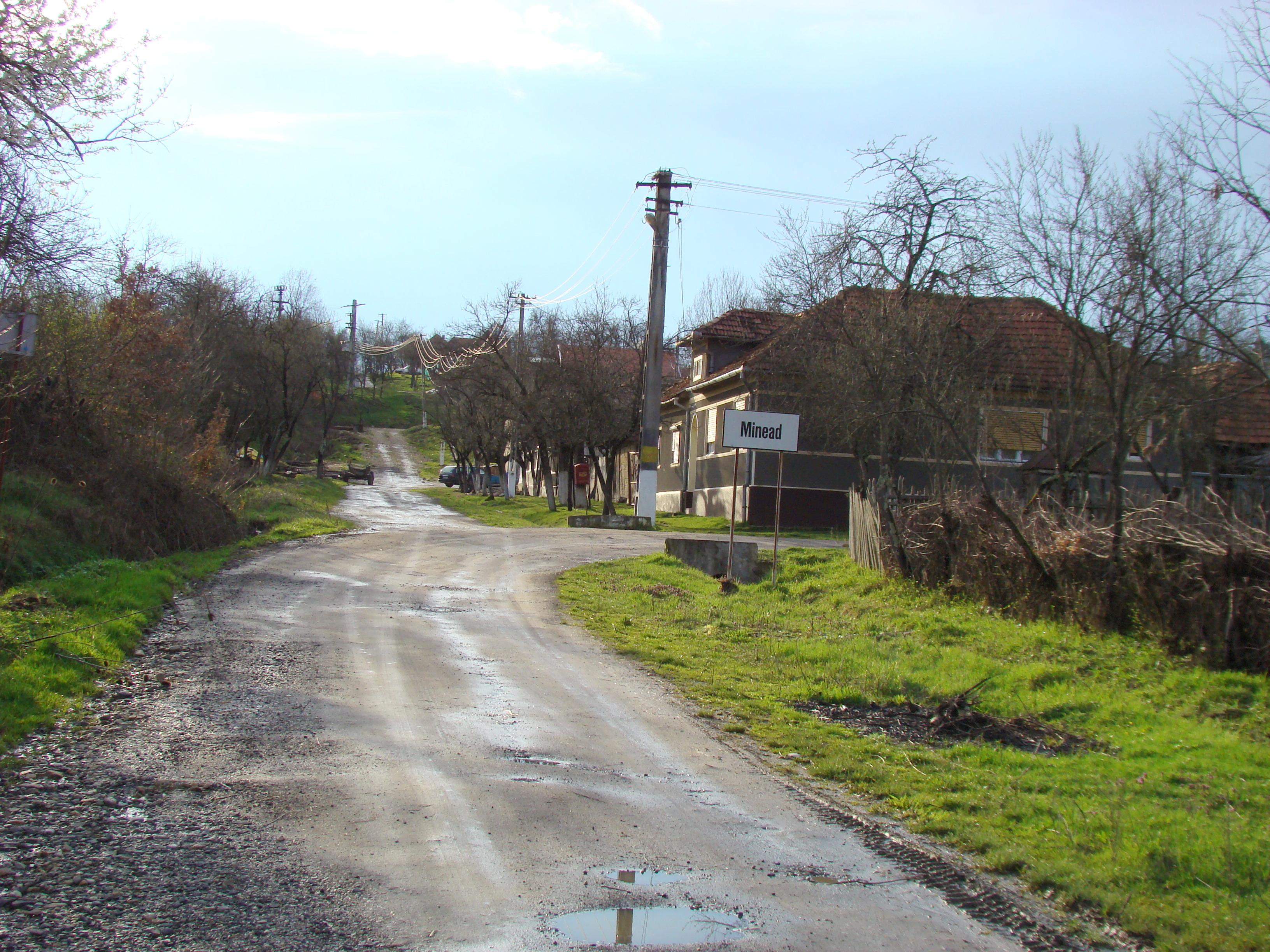
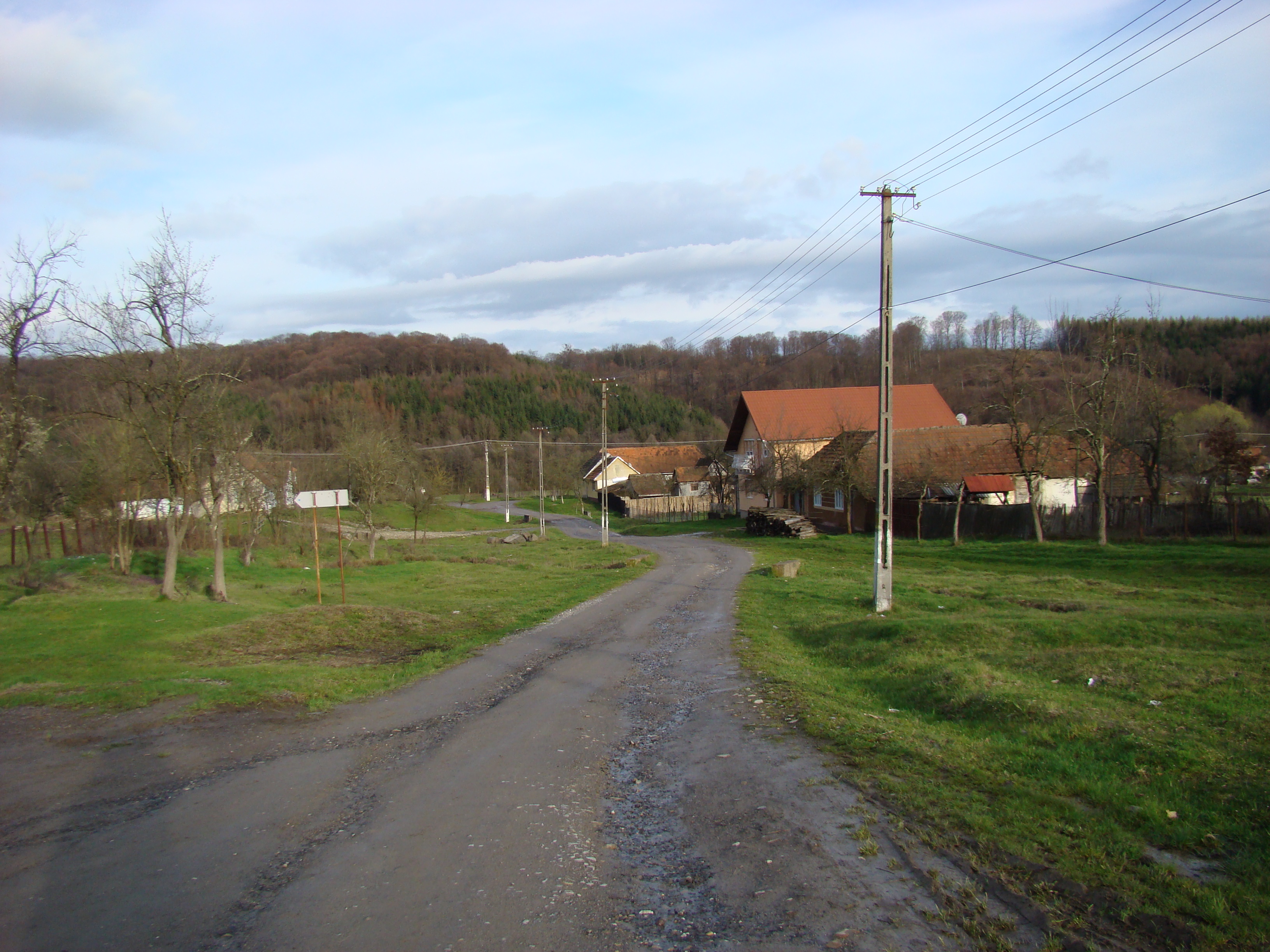
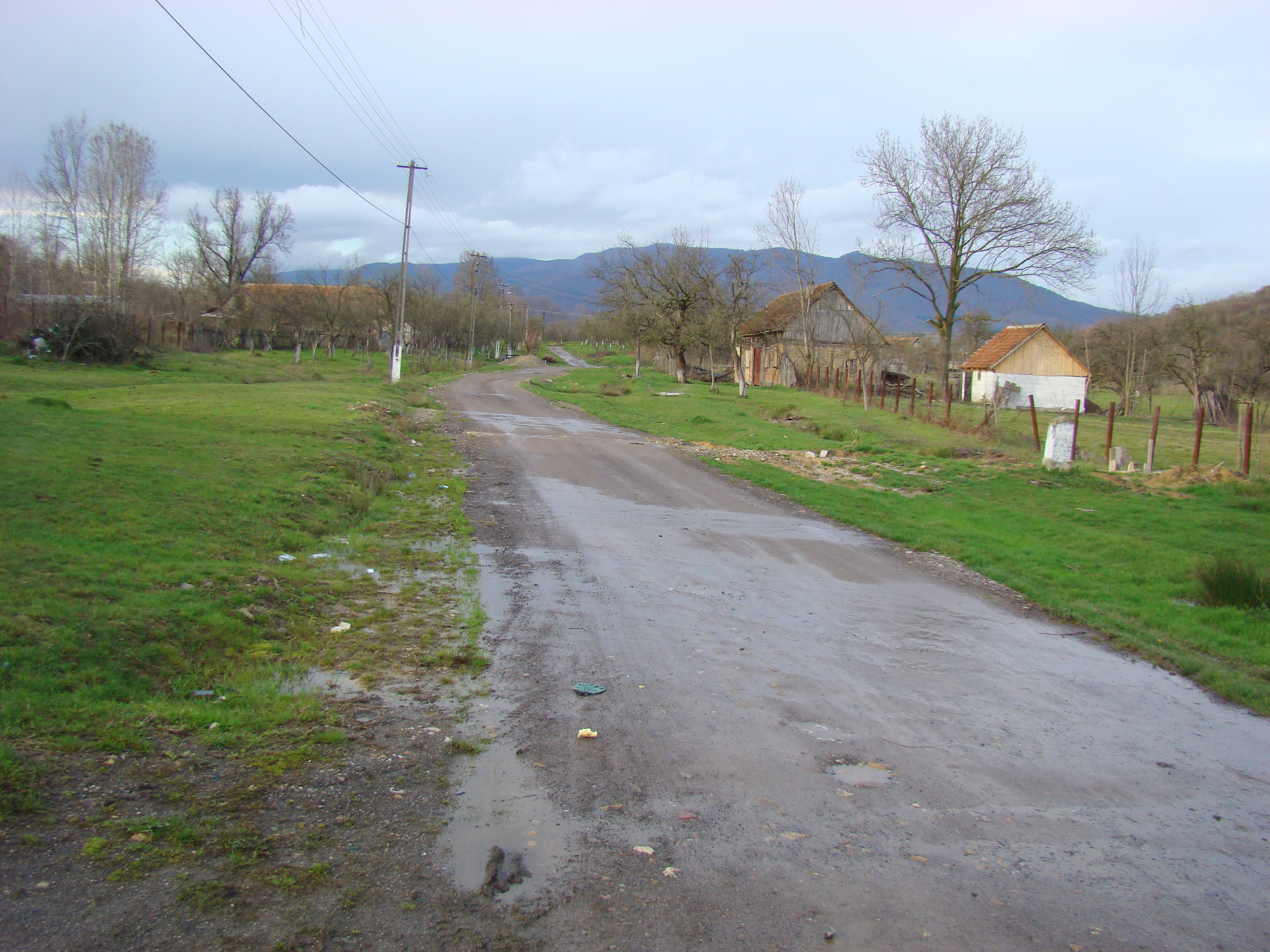
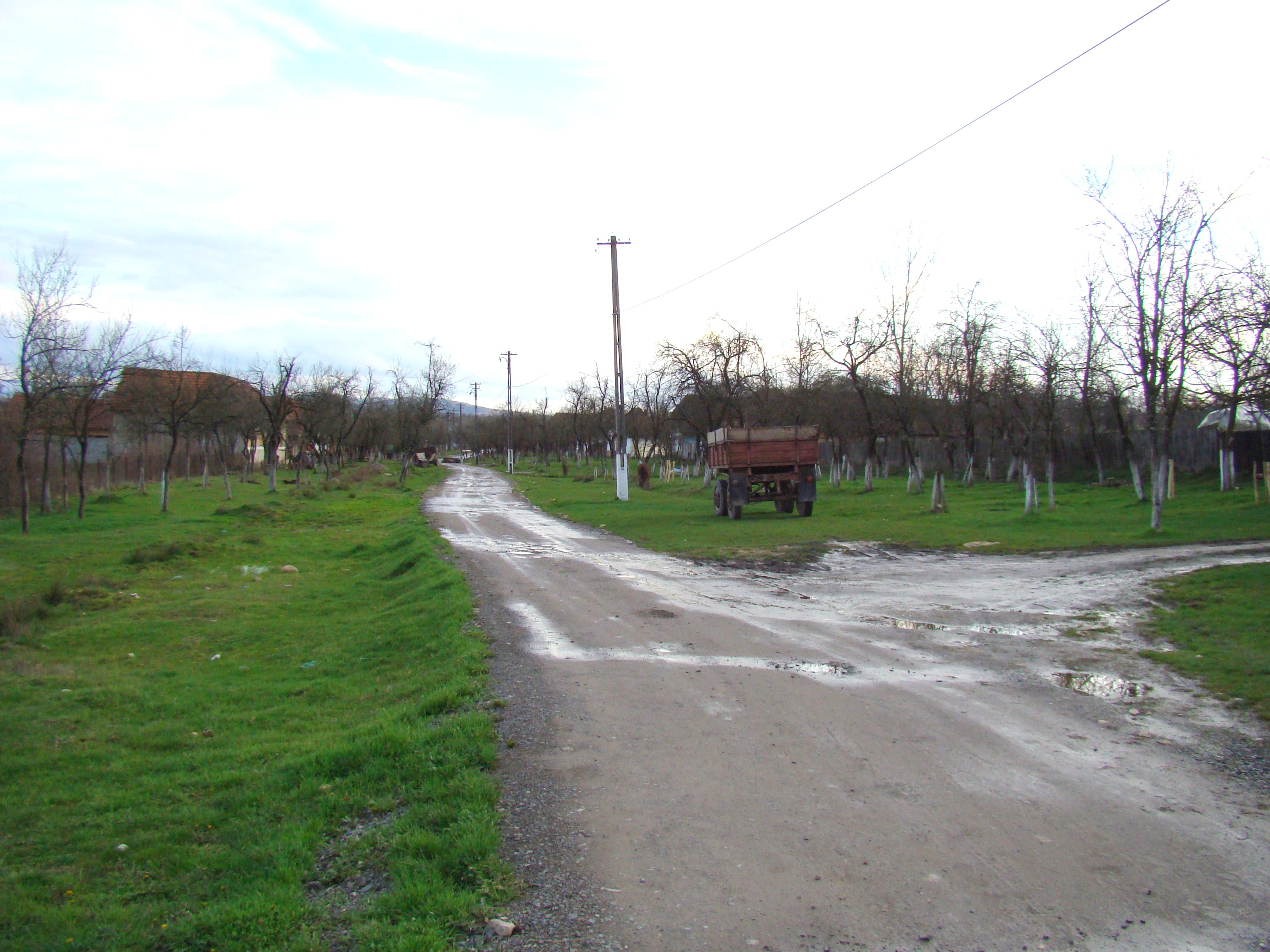
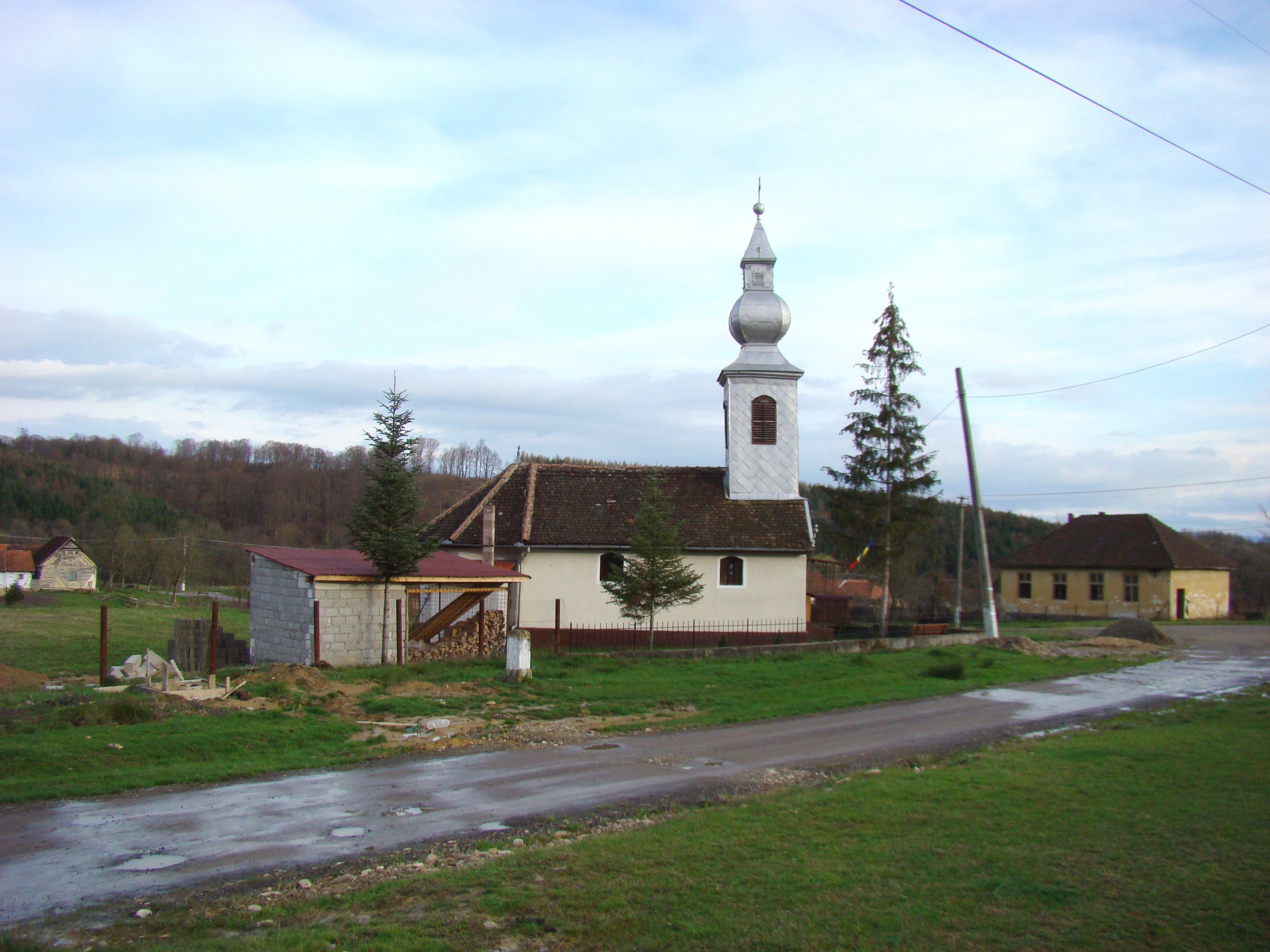
Biserica de lemn „Duminica Tuturor Sfinților”
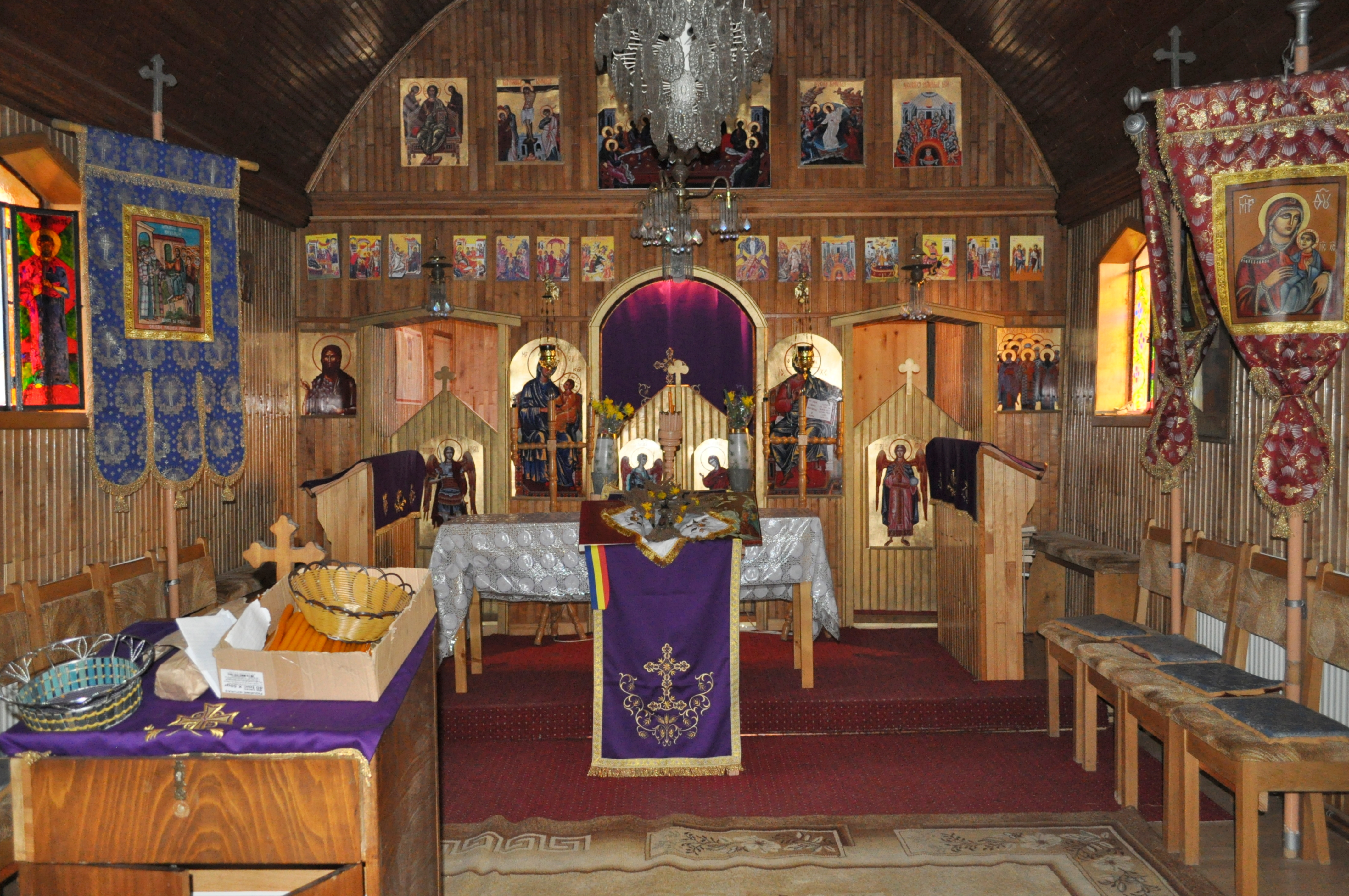
Biserica de lemn „Duminica Tuturor Sfinților” (interior)
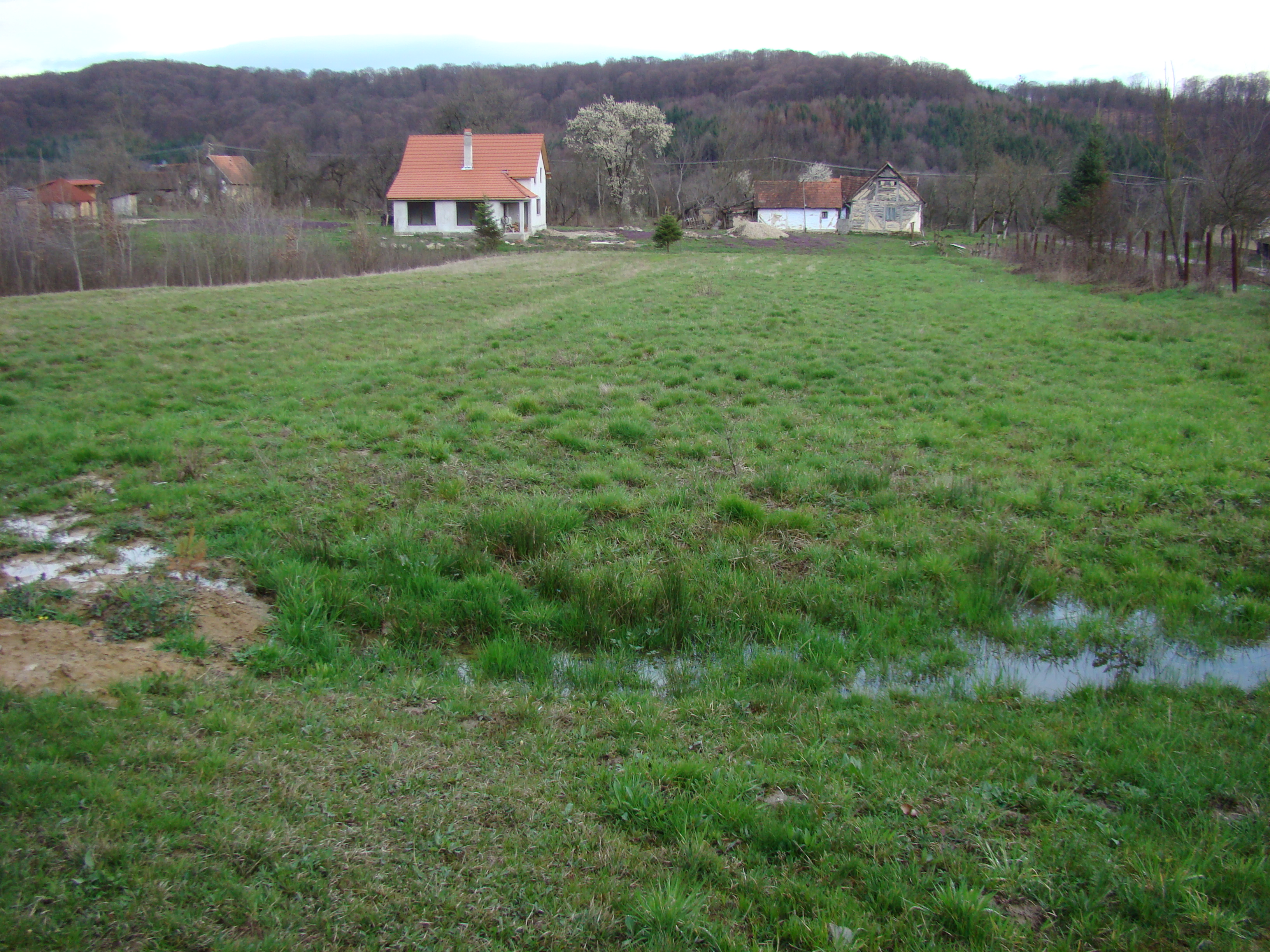